# 木内義一
木内 義一（きうち よしかず、1973年10月28日 - ）は、日本の俳優。大阪府立旭高等学校卒業。
劇団「テノヒラサイズ」の一員（2008年末から）で、事務所は「ライターズカンパニー」に所属している。かつては、宝田明の付き人経験もあったという。

## 出演

### テレビドラマ
NHK
- 歴史秘話ヒストリア 第33回（2010年2月24日） - 小林多喜二 役
- 連続テレビ小説
  - カーネーション（2011年度後期） - 吉沢加奈子の夫 役
  - 純と愛（2012年度後期） - 小野田大地（オオサキプラザホテル フロントキャプテン） 役
    - 富士子のかれいな一日（2013年4月20日） - 小野田大地 役

  - マッサン（2014年度後期） - 松原（住吉酒造の社員） 役
  - あさが来た（2015年度後期） - 白岡正太郎（新次郎の兄） 役
  - べっぴんさん（2016年度後期） - 長谷川（坂東営業部の社員） 役
  - わろてんか（2017年度後期） - 小寺誠一（毎報新聞社大阪本社 学芸部長） 役
  - まんぷく（2018年後期） - 原拳三郎（大阪憲兵隊 東大阪分遣隊軍曹） 役
  - おちょやん（2020年度後期） - 玉井先生 役
  - 舞いあがれ!（2022年度後期） - 宮坂利勝（株式会社IWAKURAの社員） 役
  - ブギウギ（2023年度後期） - 花田松吉（父方の叔父） 役

- ドラマ10
  - フェイク 京都美術事件絵巻 第5回（2011年2月1日） - 斯波義男 役
  - タイトロープの女（2012年） - 吉木渡（十倉ワイヤー工業のワイヤー職人） 役
  - 夫婦善哉 第3話（2013年9月7日）
  - わたしをみつけて 第1話、第3話（2015年） - 楠山幸一 役

- プレミアムドラマ 京都人の密かな愉しみ 夏 真名井の女（2015年8月15日、NHK BSプレミアム）
- ちかえもん（2016年） - 杉森信義 役
- 大河ドラマ おんな城主 直虎（2017年） - 関口の家臣 役
- NHKBS特集ドラマ 龍馬の遺言（2017年12月29日） - 勝海舟 役
- 兵庫発地域ドラマ あったまるユートピア（2018年1月24日）
- よるドラ だから私は推しました（2019年） - 堀川吾郎 役
- 葉村晶シリーズ（2020年） - 戸田猛
- 閻魔堂沙羅の推理奇譚 第3回、第4回（2020年11月14日、21日） - 小野寺範弘 役
- NHKスペシャル 南海トラフ巨大地震 後編（2023年3月4日） - 毎朝新聞の仁藤 役

民放
- 家族レッスン 2010年度 第3話（朝日放送、2010年3月24日）
- 松本清張ドラマスペシャル 砂の器（テレビ朝日、2011年9月10日・11日）
- 東野圭吾ミステリーズ 第3話「エンドレス・ナイト（哀）」（フジ、2012年7月19日）
- 科捜研の女 第11シリーズ 第10話（テレビ朝日、2012年1月26日） - 倉田保則 役
- 科捜研の女 第12シリーズ 第6話（テレビ朝日、2013年2月21日） - 田端康弘 役
- 鴨、京都へ行く。-老舗旅館の女将日記- 第1話（フジテレビ、2013年4月9日）
- 土曜ワイド劇場特別企画 スペシャリスト2（テレビ朝日、2014年3月8日）
- 科捜研の女（テレビ朝日、2018年2月8日） - 庄野崎晃 役

- 遺留捜査
  - （テレビ朝日、2018年） - 米原大志 役
  - SP11（2023年） - 金井晋作 役
- 指定弁護士（テレビ朝日、2018年9月23日）
- 古舘トーキングヒストリー 〜幕末最大の謎 坂本龍馬暗殺、完全実況〜（テレビ朝日、2019年1月5日） - 後藤象二郎 役（ドラマパート）
- 科捜研の女（2019年） - 小杉富生 役
- 霊験お初〜震える岩〜（2024年5月4日、テレビ朝日）[9]

### ラジオドラマ
- 三月の花嫁 on ドラマティックロード（FM OSAKA、2010年） - 海野 役
- サバイバーズ・ギルト　わたしのいない街で（NHKFM、2011年10月1日）
- 鉄になる日（MBSラジオ、2011年11月21日、原作『日本アパッチ族』）　※文化庁芸術祭ラジオ部門大賞・ギャラクシー賞ラジオ部門大賞受賞作
- 青春アドベンチャー 時砂の王（NHKFM、2018年）[10] - オーヴィル／オメガ 役[11]

### テレビ番組
- BS1スペシャル「父と子のアラスカ～星野道夫　生命（いのち）の旅～」（NHK BS1、2018年1月11日） - 朗読[12]

### 映画
- マンハント（2017年）[13]

### 舞台
劇団「テノヒラサイズ」の公演の多くに出演。